# Перелік пам'яток культурної спадщини, що не підлягають приватизації (Волинська область)
В Волинській області до переліку пам'яток культурної спадщини, що не підлягають приватизації, внесено 121 об'єктів культурної спадщини України.

## Луцька міська рада
| Найменування пам'ятки                                            | Час створення                    | Місце розташування                   | Охоронний номер |
| ---------------------------------------------------------------- | -------------------------------- | ------------------------------------ | --------------- |
| Будинок Луцької міської ради                                     | 1939 рік                         | м. Луцьк, вул. В. Винниченка, 15     | 583             |
| Церква Воздвиження Чесного Хреста                                | 1634-1890 роки                   | м. Луцьк, вул. Данила Галицького, 2  | 79              |
| Синагога                                                         | 1629 рік                         | м. Луцьк, вул. Данила Галицького, 19 | 1008            |
| Будинок житловий                                                 | початок XX сторіччя              | м. Луцьк, вул. М. Драгоманова, 1     | 26-Мз           |
| Будинок житловий з підвалами                                     | XVIII-XIX сторіччя               | м. Луцьк, вул. М. Драгоманова, 11    | 29-Мз           |
| Будинок житловий з підвалами                                     | XVI-XIX сторіччя                 | м. Луцьк, вул. М. Драгоманова, 11а   | 30-Мз           |
| Будинок житловий                                                 | XIX сторіччя                     | м. Луцьк, вул. М. Драгоманова, 23    | 9-Вл            |
| Келії монастиря домініканців                                     | XVIII сторіччя                   | м. Луцьк, вул. М. Драгоманова, 26    | 80              |
| Церква Покрови Пресвятої Богородиці                              | XV сторіччя                      | м. Луцьк, вул. Караїмська, 11а       | 78              |
| Кірха                                                            | XIX сторіччя                     | м. Луцьк, вул. Караїмська, 16        | 2-Вл            |
| Церква соборна Іоанна Богослова                                  | XII-XVIII сторіччя               | м. Луцьк, вул. Кафедральна, 1а       | 22-Мз           |
| Княжий палац                                                     | XIV сторіччя                     | м. Луцьк, вул. Кафедральна, 1а       | 23-Мз           |
| Комплекс споруд Луцького Верхнього замку:                        | XIV-XIX сторіччя                 | м. Луцьк, вул. Кафедральна, 1а       | 75/0            |
| башта в'їзна (надбрамна)                                         | XIV-XVII сторіччя                | м. Луцьк, вул. Кафедральна, 1а       | 75/1            |
| башта Стирова (Свидригайла)                                      | XVI-XVII сторіччя                | м. Луцьк, вул. Кафедральна, 1а       | 75/2            |
| башта Владича                                                    | XIV сторіччя                     | м. Луцьк, вул. Кафедральна, 1а       | 75/3            |
| мури замкові                                                     | XV сторіччя                      | м. Луцьк, вул. Кафедральна, 1а       | 75/4            |
| канцелярія повітова                                              | 1789 рік                         | м. Луцьк, вул. Кафедральна, 1а       | 75/5            |
| скарбниця повітова                                               | 1821 рік                         | м. Луцьк, вул. Кафедральна, 1а       | 75/6            |
| Комплекс споруд монастиря єзуїтів:                               | XVII-XVIII сторіччя              | м. Луцьк, вул. Кафедральна, 6        | 77/0            |
| костел Святих апостолів Петра і Павла                            | 1616-1642 роки                   | м. Луцьк, вул. Кафедральна, 6        | 77/1            |
| дзвіниця                                                         | 1724-1741 роки                   | м. Луцьк, вул. Кафедральна, 17       | 77/2            |
| колегіум                                                         | 1646 рік, кінець XVIII сторіччя  | м. Луцьк, вул. Кафедральна, 6        | 77/3            |
| Монастир бригіток                                                | 1624-1718 роки                   | м. Луцьк, вул. Кафедральна, 16       | 1005            |
| Монастир василіанів                                              | 1646 рік, XVIII сторіччя         | м. Луцьк, вул. Й. Кондзелевича, 5    | 83              |
| Монастир тринітаріїв                                             | 1718-1729 роки                   | м. Луцьк, вул. Д. Медведєва, 4       | 81              |
| Башта окольного замку з муром                                    | XVI сторіччя                     | м. Луцьк, Старе місто                | 1010            |
| Комплекс споруд монастиря бернардинців:                          | 1752 рік - початок XX сторіччя   | м. Луцьк, вул. Лесі Українки, 60     | 76              |
| костел (кафедральний собор Святої Трійці)                        | 1752-1789 роки, 1877-1879 роки   | м. Луцьк, вул. Лесі Українки, 60     | 76/1            |
| келії                                                            | 1720-1789 роки                   | м. Луцьк, просп. Волі, 2             | 76/2            |
| брама                                                            | 1904 рік                         | м. Луцьк, вул. Лесі Українки, 60     | 76/3            |
| Будинок колишньої української гімназії, в якій працював Я. Галан | 1928-1929 роки                   | м. Луцьк, вул. Б. Хмельницького, 12  | 833             |
| Будинок, у якому розміщувався штаб 5-ї армії                     | 30-ті роки XX сторіччя, 1941 рік | м. Луцьк, вул. Ф. Шопена, 20         | 294             |

## Володимир-Волинський район
| Келії Домініканського монастиря з дзвіницею            | 1789 рік                           | м. Володимир- Волинський, вул. Данила Галицького, 2 | 31-Вл  |
| Костел Святих Іоакима та Анни                          | 1752 рік                           | м. Володимир- Волинський, вул. Князя Василька, 2    | 86     |
| Церква Святого Василія                                 | кінець XIII сторіччя, XIX сторіччя | м. Володимир- Волинський, вул. Князя Всеволода, 28  | 85     |
| Кірха                                                  | XIX сторіччя                       | м. Володимир- Волинський, вул. Ковельська, 45       | 24-Вл  |
| Комплекс споруд Кафедрального Собору Різдва Христового | XVIII сторіччя                     | м. Володимир- Волинський, вул. Миколаївська         | 1012/0 |
| собор                                                  | 1718-1766 роки                     | м. Володимир- Волинський, вул. Миколаївська, 20     | 1012/2 |
| монастир                                               | 1718-1766 роки                     | м. Володимир- Волинський, вул. Миколаївська, 18     | 1012/1 |
| Келії монастиря єзуїтів                                | XVIII сторіччя                     | м. Володимир- Волинський, вул. Миколаївська, 18     | 27-Вл  |
| Каплиця                                                | 1888 рік                           | м. Володимир- Волинський, вул. Соборна, 1           | 32-Вл  |
| Комплекс споруд собору Успіння Пресвятої Богородиці:   | 1156 рік                           | м. Володимир- Волинський, вул. Соборна, 25          | 84/0   |
| собор                                                  | 1156 рік, кінець XIX сторіччя      | м. Володимир- Волинський, вул. Соборна, 25          | 84/1   |
| замочок єпископів                                      | 1494 рік, кінець XIX сторіччя      | м. Володимир- Волинський, вул. Соборна, 27          | 84/2   |
| мури з північною та західною брамами                   | XVII сторіччя                      | м. Володимир- Волинський, вул. Соборна              | 84/3   |
| Вали земляні                                           | X-XIV сторіччя                     | м. Володимир- Волинський, вул. Підзамче             | 1013   |
| Церква Святого Миколая                                 | 1780 рік                           | м. Володимир- Волинський, вул. О. Цинкаловського, 1 | 1011   |
| Стара катедра                                          | X сторіччя                         | с. Федорівка                                        | 261-м  |
| Комплекс споруд Святогірського монастиря:              | XV-XX сторіччя                     | с. Зимне                                            | 88     |
| церква Успіння Пресвятої Богородиці з печерами         | 1495 рік, кінець XIX сторіччя      | с. Зимне                                            | 88/1   |
| мури оборонні з баштами                                | XV-XVI сторіччя                    | с. Зимне                                            | 88/2   |
| церква Святої Трійці                                   | 1465-1475 роки                     | с. Зимне                                            | 88/3   |
| трапезна                                               | XV-XVI сторіччя                    | с. Зимне                                            | 88/4   |
| башта-дзвіниця надбрамна                               | XVI сторіччя, 1898 рік             | с. Зимне                                            | 88/5   |
| школа монастирська                                     | 1899 рік                           | с. Зимне                                            | 88/6   |

## Горохівський район
| Комплекс споруд монастиря тринітаріїв: | XVIII сторіччя                | м. Берестечко, вул. І. Богуна, 20 | 98/0 |
| костел Святої Трійці                   | 1765 рік                      | м. Берестечко, вул. І. Богуна, 20 | 98/1 |
| дзвіниця                               | друга половина XVIII сторіччя | м. Берестечко, вул. І. Богуна, 20 | 98/2 |
| келії                                  | 1711 рік                      | м. Берестечко, вул. І. Богуна, 20 | 98/3 |
| Каплиця Святої Теклі                   | XVII сторіччя                 | м. Берестечко, околиця міста      | 99   |
| Церква Святого Миколая                 | 1678 рік                      | с. Борочиче                       | 100  |
| Церква Святого Миколая                 | 1638 рік                      | с. Охлопів                        | 105  |

## Іваничівський район
| Комплекс споруд церкви Успіння Пресвятої Богородиці: | XVII сторіччя               | с. Низкиничі | 93   |
| церква                                               | 1653 рік                    | с. Низкиничі | 93/1 |
| дзвіниця                                             | XVII-XVIII сторіччя         | с. Низкиничі | 93/2 |
| мур                                                  | друга половина XIX сторіччя | с. Низкиничі | 93/3 |

## Камінь-Каширський район
| Церква Стрітення Господнього        | 1642 рік                      | с. Видричі (Михнівка) | 113/1 |
| Церква Успіння Пресвятої Богородиці | 1589 рік, кінець XIX сторіччя | с. Качин              | 112   |
| Церква Преображення Господнього     | 1600 рік, кінець XIX сторіччя | с. Нуйно              | 114   |

## Ківерцівський район
| Комплекс споруд колегіати Святої Трійці: | XVII сторіччя   | смт Олика | 116/0 |
| костел                                   | 1635-1640 роки  | смт Олика | 116/1 |
| дзвіниця                                 | 1650 рік        | смт Олика | 116/2 |
| мури з баштами та брамами                | 1650 рік        | смт Олика | 116/3 |
| Замок князів Радзивіллів                 | 1564 рік        | смт Олика | 117   |
| Костел Святих апостолів Петра і Павла    | 1450, 1612 роки | смт Олика | 118   |
| Луцька брама міських укріплень           | XVII сторіччя   | смт Олика | 1026  |

## Ковельський район
| Будівля залізничного вокзалу        | XX сторіччя  | м. Ковель, вул. Привокзальна, 1                                                    | 96-м  |
| Костел Успіння Пресвятої Богородиці | 1771 рік     | м. Ковель, вул. М. Вербицького, 1а (перенесено з с. Вишеньки Рожищенського району) | 1049  |
| Будинок залізничної станції         | 1903 рік     | смт Голоби                                                                         | 171-м |
| Будівля поштової станції            | XIX сторіччя | с. Воля-Любитівська                                                                | 170-м |
| Церква Святого Дмитрія              | 1567 рік     | с. Гішин                                                                           | 1029  |

## Локачинський район
| Костел Святої Трійці                              | 1642 рік               | с. Затурці       | 1031 |
| Кисилинський монастир                             | 1614 рік               | с. Кисилин       | 833  |
| Комплекс споруд церкви Святого Архангела Михаїла: | 1632-1677 роки         | с. Кисилин       | 89/0 |
| церква                                            | 1632-1677 роки         | с. Кисилин       | 89/1 |
| дзвіниця                                          | середина XVII сторіччя | с. Кисилин       | 89/2 |
| мур з брамою                                      | середина XVII сторіччя | с. Кисилин       | 89/3 |
| Загорівський монастир                             | 1492 рік               | с. Новий Загорів | 832  |

## Луцький район
| Церква Святого Архангела Михаїла              | 1636 рік | с. Білосток | 142   |
| Будинок, у якому зупинявся Петро I            | 1707 рік | с. Забороль | 157   |
| Комплекс церкви Покрови Пресвятої Богородиці: | 1745 рік | с. Піддубці | 125/1 |
| брама                                         | 1745 рік | с. Піддубці | 125/2 |

## Любешівський район
| Келії монастиря піарів | 1684 рік       | смт Любешів, вул. Незалежності, 54 | 1036    |
| Монастир капуцинів:    | XVIII сторіччя | смт Любешів, вул. Незалежності     | 205-м   |
| костел                 | XVIII сторіччя | смт Любешів, вул. Незалежності     | 205-м/1 |
| келії                  | XVIII сторіччя | смт Любешів, вул. Незалежності     | 205-м/2 |

## Любомльський район
| Палац Браницьких        | XVIII сторіччя                | м. Любомль, вул. 1 Травня, 1      | 1040   |
| Церква Святого Георгія  | XVI, XVIII сторіччя           | м. Любомль, вул. Незалежності, 12 | 132    |
| Костел Святої Трійці:   | 1412 рік                      | м. Любомль, вул. Самохіна, 2      | 133/1  |
| дзвіниця                | перша половина XVIII сторіччя | м. Любомль, вул. Самохіна, 2      | 133/2  |
| Церква Святої Трійці:   | 1841 рік                      | смт Головне                       | 1041/1 |
| дзвіниця надбрамна      | 1841 рік                      | смт Головне                       | 1041/2 |
| Церква Святого Дмитрія: | 1674 рік                      | с. Згорани                        | 136/1  |
| дзвіниця                | 1674 рік                      | с. Згорани                        | 136/2  |

## Маневицький район
| Будинок залізничного вокзалу     | 1904 рік       | смт Маневичі          | 224-м |
| Церква Святого Архангела Михаїла | 1691 рік       | с. Карасин            | 121   |
| Костел монастиря домініканців    | 1736-1741 роки | с. Старий Чорторийськ | 126   |
| Церква Преображення Господнього  | 1600-1604 роки | с. Четвертня          | 128   |

## Рожищенський район
| Костел монастиря бернардинців (церква Святих апостолів Петра і Павла) | 1629 рік                          | с. Іванівка | 141   |
| Церква Успіння Пресвятої Богородиці                                   | XVI сторіччя                      | с. Сокіл    | 145   |
| Церква Святого Архангела Михаїла:                                     | 1767 рік, 70-ті роки XIX сторіччя | с. Щурин    | 147/1 |
| дзвіниця                                                              | XVIII сторіччя                    | с. Щурин    | 147/2 |

## Старовижівський район
| Комплекс споруд монастиря Святого Миколая: | XVI - початок XX сторіччя   | с. Мильці | 131   |
| церква Святого Миколая                     | 1542 рік                    | с. Мильці | 131/1 |
| дзвіниця                                   | 1901 рік                    | с. Мильці | 131/2 |
| будинок ігумена                            | початок XVIII сторіччя      | с. Мильці | 131/3 |
| келії з теплою церквою                     | кінець XVIII - XIX сторіччя | с. Мильці | 131/4 |

## Турійський район
| Костел Святих Станіслава та Анни          | XVI, XVIII сторіччя  | смт Луків | 134   |
| Дзвіниця церкви Святої Параскеви П'ятниці | 1723 рік             | смт Луків | 135/2 |
| Палац                                     | початок XIX сторіччя | смт Луків | 253-м |